# Marta Wcisło
Marta Anna Wcisło z domu Kuśmierz (ur. 26 lutego 1969 w Kraśniku) – polska działaczka samorządowa, polityk i przedsiębiorca, posłanka na Sejm IX i X kadencji (2019–2024), posłanka do Parlamentu Europejskiego X kadencji (od 2024).

## Życiorys
Ukończyła studia na Wydziale Artystycznym Uniwersytetu Marii Curie-Skłodowskiej w Lublinie oraz podyplomowe studia pedagogiczne. Zajęła się prowadzeniem wraz z mężem prywatnego przedsiębiorstwa w branży handlowej. Współtworzyła Radę Lokalnej Przedsiębiorczości przy prezydencie Lublina i Centrum Interwencji Obywatelskiej w Lublinie. Została wiceprezesem zarządu Fundacji Polskiego Handlu.
Kandydowała w wyborach samorządowych w 2006 do Rady Miasta Lublin, zdobywając 873 głosy. W wyborach samorządowych w 2010, startując z listy Platformy Obywatelskiej, została radną VI kadencji, otrzymując 1591 głosów. Mandat odnawiała w 2014 na VII kadencję (2666 głosów) i w 2018 na VIII kadencję (4060 głosów), reprezentując w ostatnich z tych wyborów KWW Krzysztofa Żuka. W VII i VIII kadencji była wiceprzewodniczącą rady. W 2015 bez powodzenia kandydowała do Sejmu.
W wyborach parlamentarnych w 2019, startując z 3. miejsca listy Koalicji Obywatelskiej w okręgu wyborczym nr 6, zdobyła 15 062 głosy, uzyskując mandat posłanki na Sejm IX kadencji. W 2023 z powodzeniem ubiegała się o poselską reelekcję z 1. miejsca okręgowej listy KO, otrzymując 68 449 głosów. W 2024 została natomiast wybrana do Europarlamentu X kadencji, będąc liderką listy Koalicji Obywatelskiej w okręgu nr 8 (dostała wówczas 103 740 głosów). W PE zasiadła w Komisji Rozwoju Regionalnego.

## Życie prywatne
Córka Zenona i Barbary; jest zamężna. Deklaruje się jako katoliczka.

## Wyniki wyborcze
| Wybory | Komitet wyborczy                | Komitet wyborczy      | Organ              | Okręg            | Wynik          |
| ------ | ------------------------------- | --------------------- | ------------------ | ---------------- | -------------- |
| 2006   |                                 | Platforma Obywatelska | Rada Miasta Lublin | nr 4             | 873 (3,71%)    |
| 2010   | nr 5                            | Platforma Obywatelska | Rada Miasta Lublin | 1591 (9,02%)     |                |
| 2014   | nr 5                            | Platforma Obywatelska | Rada Miasta Lublin | 2666 (15,99%)    |                |
| 2015   | Sejm VIII kadencji              | Platforma Obywatelska | nr 6               | 3561 (0,73%)     |                |
| 2018   |                                 | KWW Krzysztof Żuk     | Rada Miasta Lublin | nr 5             | 4060 (17,27%)  |
| 2019   |                                 | Koalicja Obywatelska  | Sejm IX kadencji   | nr 6             | 15 062 (2,66%) |
| 2023   | Sejm X kadencji                 | Koalicja Obywatelska  | 68 449 (10,56%)    | nr 6             |                |
| 2024   | Parlament Europejski X kadencji | Koalicja Obywatelska  | nr 8               | 103 740 (16,75%) |                |